# Récit exagéré
 (février 2025).

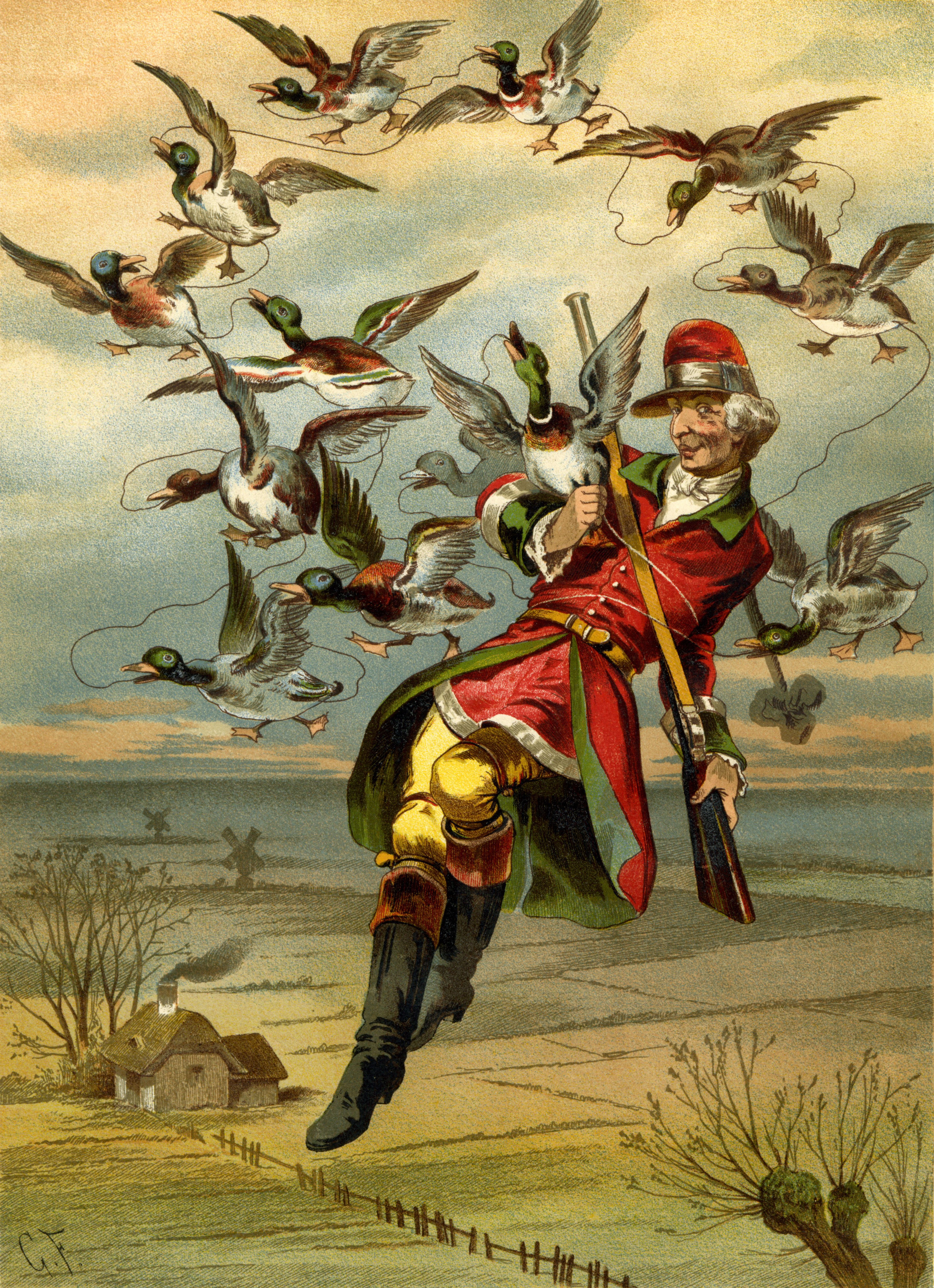
Dessin tiré des "récits extraordinaires du Baron de Münchhausen"

Un récit exagéré (en anglais : tall tale) est un conte relatant des événements incroyables, décrits comme étant vrais et factuels.
Certains contes sont des exagérations d'événements réels, telles les histoires de pêche fabuleuse. D'autres sont totalement fictifs, mais s'insèrent dans un cadre familier, comme l'Ouest américain ou le début de la révolution industrielle.
Ces contes adoptent souvent le point de vue du narrateur, qui prétend avoir réellement pris part à l'événement. Ils sont habituellement traités sur le mode humoristique. La ligne de partage entre mythe et grand conte n'est pas toujours très nette, et si nombre de mythes exagèrent les exploits de leurs héros, les « récits exagérés » placent l'exagération au premier plan jusqu'à en faire le motif central de toute l'histoire.